# 丹徒口
丹徒口是江苏省镇江市京口区境内，长江与京杭大运河（江南运河）的交汇口。
镇江市境内共有五个京杭大运河（江南运河）与长江的交汇口，沿江自西向东依次是大京口、小京口、甘露口、丹徒口、谏壁口。公元前210年，秦始皇第五次东巡。秦始皇视察后，决定把秦以前的濒江河口“徒儿浦”西移十八里。这是江河交汇口的第一次迁移。
2006年，丹徒口做为江河交汇处的三个子项之一，列入第六批全国重点文物保护单位——京杭大运河。丹徒口位于丹徒镇北临江处，即今京口区象山街道。